# Bonrepos-Riquet
Bonrepos-Riquet este o comună în departamentul Haute-Garonne din sudul Franței. În 2009 avea o populație de 242 de locuitori.

## Evoluția populației
| An        | 1975 | 1982 | 1990 | 1999 | 2006 | 2009 |
| --------- | ---- | ---- | ---- | ---- | ---- | ---- |
| Populație | 140  | 158  | 195  | 247  | 219  | 242  |